# ウィノナ隕石
ウィノナ隕石(Winona meteorite)は、石質隕石の1つ原始的エイコンドライトである。ウィノナイトのタイプ種であり、これまでで群を抜いて大きなものである。

## 発見と命名
ウィノナ隕石は、アリゾナ州ウィノナ から命名された。この隕石は、1928年9月にシナグア族の村エルデン・プエブロの考古学発掘調査をしている際に発見されたと言われている。シナグア族は、この村に1150年から1275年まで住んでいた。この隕石は、ある部屋の石棺の中から回収されたと言われている。しかし実際は、この隕石は、エルデン・プエブロではないシナグア族の別の村で発見されたものである。
隕石を石棺から取り出すと、ひどい風化作用を受けていたためにボロボロに崩れてしまった。最初の報告は、1929年に作成された。著者の意見では、この隕石は風化されすぎており正確な分類はできないというものであった。彼らは、この隕石は恐らくメソシデライトであろうと推測した。

## 鉱物学
隕石は、頑火輝石、カンラン石、隕鉄、斜長石、トロイライトで構成されている。随伴鉱物には、閃マンガン鉱、燐灰石、クロム鉄鉱、ダウブリール石、透輝石、グラファイトがある。